# Isabel Mallory Aco Bravo
Pour les articles homonymes, voir ACO et Bravo.
Isabel Mallory Aco Bravo est une karatéka péruvienne née le 8 janvier 1994. Elle a remporté la médaille de bronze en kumite plus de 68 kg aux Jeux mondiaux de 2013 à Cali.